# Дискография Alice in Chains
Дискография американской рок-группы Alice in Chains состоит из 6 студийных альбомов, 3 мини-альбомов, 3 концертных альбомов, 5 сборников и 4 видеоальбомов. Также группа выпустила более тридцати синглов и видеоклипов.
Группа Alice in Chains была сформирована в Сиэтле в 1987 году гитаристом Джерри Кантреллом. В неё также вошли вокалист Лейн Стейли, барабанщик Шон Кинни и бас-гитарист Майк Старр. Группа подписала контракт с Columbia Records и в 1990 году выпустила свой дебютный студийный альбом Facelift. Сингл «Man in the Box» попал в ротацию на MTV, достиг 18-го места в чарте Hot Mainstream Rock Tracks и помог Facelift стать дважды платиновым. Вслед за ним в начале 1992 года вышел акустический мини-альбом Sap.
В сентябре 1992 года Alice in Chains выпустили свой самый успешный альбом Dirt, тепло встреченный как поклонниками группы, так и музыкальными критиками. Dirt дебютировал в чарте Billboard 200 на шестой позиции и стал четырежды платиновым. Во время гастрольного тура Старр покинул группу по личным причинам и был заменен Майком Айнезом. В 1994 году Alice in Chains выпустили второй акустический EP Jar of Flies. Он дебютировал в хит-параде на первой позиции, тем самым став первым мини-альбомом в музыкальной истории, стартовавшим с вершины американского альбомного чарта. В 1995 году группа выпустила одноименный альбом, который дебютировал на первом месте хит-парада Billboard 200 и стал дважды платиновым, а Jar of Flies в том же году стал трижды платиновым. В 1996 году Alice in Chains выступили с первым за три года концертом, запись которого вышла в виде акустического альбома MTV Unplugged, но через несколько месяцев окончательно прекратили концертную деятельность.
C 1996 по 2002 год группа была практически неактивна, выпустив один концертный альбом и несколько сборников. 19 апреля 2002 года Лейн Стейли был найден мёртвым в своем доме из-за передозировки героина и кокаина, после чего группа распалась.
В 2005 году группа воссоединилась для благотворительного выступления, а в 2006 году новым вокалистом стал Уильям Дюваль. 25 апреля 2009 года было объявлено, что Alice in Chains подписала контракт с Virgin EMI Records, впервые за 20 лет сменив звукозаписывающую компанию. В течение последующих десяти лет в обновлённом составе группа выпустила три студийных альбома: Black Gives Way to Blue (2009), The Devil Put Dinosaurs Here (2013) и Rainier Fog (2018).

## Студийные альбомы
| Название                                   | Детали                                                                                    | Высшие позиции в чартах | Высшие позиции в чартах | Высшие позиции в чартах | Высшие позиции в чартах | Высшие позиции в чартах | Высшие позиции в чартах | Высшие позиции в чартах | Высшие позиции в чартах | Высшие позиции в чартах | Высшие позиции в чартах | Сертификации                                      |
| Название                                   | Детали                                                                                    | US                      | AU                      | CA                      | DE                      | FI                      | GB                      | NL                      | NO                      | NZ                      | SE                      | Сертификации                                      |
| ------------------------------------------ | ----------------------------------------------------------------------------------------- | ----------------------- | ----------------------- | ----------------------- | ----------------------- | ----------------------- | ----------------------- | ----------------------- | ----------------------- | ----------------------- | ----------------------- | ------------------------------------------------- |
| Facelift                                   | - Релиз: 21 августа 1990 - Лейбл: Columbia (#46075) - Формат: CD, CS, LP                  | 42                      | 38                      | 53                      | 64                      | —                       | —                       | —                       | —                       | —                       | —                       | RIAA: 2× платиновый                               |
| Dirt                                       | - Релиз: 29 сентября 1992 - Лейбл: Columbia (#52475) - Формат: CD, CS, LP                 | 6                       | 13                      | 25                      | 37                      | —                       | 42                      | 17                      | 15                      | 36                      | 11                      | RIAA: 4× платиновый BPI: Золотой CRIA: Платиновый |
| Alice in Chains                            | - Релиз: 7 ноября 1995 - Лейбл: Columbia (#47248) - Формат: CD, CS, LP                    | 1                       | 5                       | 5                       | 93                      | 13                      | 37                      | 75                      | 11                      | 28                      | 11                      | RIAA: 2× платиновый CRIA: Платиновый              |
| Black Gives Way to Blue                    | - Релиз: 29 сентября 2009 - Лейбл: Virgin/EMI - Формат: CD, LP, Цифровая дистрибуция      | 5                       | 12                      | 4                       | 21                      | 11                      | 19                      | 34                      | 9                       | 7                       | 20                      | RIAA: Золотой CRIA: Золотой                       |
| The Devil Put Dinosaurs Here               | - Релиз: 28 мая 2013 - Лейбл: Capitol - Формат: CD, LP, Цифровая дистрибуция              | 2                       | 10                      | 2                       | 23                      | 6                       | 22                      | 52                      | 6                       | 12                      | 35                      |                                                   |
| Rainier Fog                                | - Релиз: 24 августа 2018 - Лейбл: BMG (#538417101) - Формат: CD, LP, Цифровая дистрибуция | 12                      | 15                      | 11                      | 8                       | 7                       | 9                       | 30                      | 20                      | 23                      | 19                      |                                                   |
| «—» ставится, если альбом не попал в чарт. |                                                                                           |                         |                         |                         |                         |                         |                         |                         |                         |                         |                         |                                                   |

## Мини-альбомы
| Название                                        | Детали                                                                        | Высшие позиции в чартах | Высшие позиции в чартах | Высшие позиции в чартах | Высшие позиции в чартах | Высшие позиции в чартах | Высшие позиции в чартах | Высшие позиции в чартах | Высшие позиции в чартах | Высшие позиции в чартах | Высшие позиции в чартах | Сертификации                                            |
| Название                                        | Детали                                                                        | US                      | AU                      | CA                      | CH                      | DE                      | GB                      | NL                      | NO                      | NZ                      | SE                      | Сертификации                                            |
| ----------------------------------------------- | ----------------------------------------------------------------------------- | ----------------------- | ----------------------- | ----------------------- | ----------------------- | ----------------------- | ----------------------- | ----------------------- | ----------------------- | ----------------------- | ----------------------- | ------------------------------------------------------- |
| We Die Young                                    | - Релиз: Июль 1990 - Лейбл: Columbia - Формат: CS, LP                         | —                       | —                       | —                       | —                       | —                       | —                       | —                       | —                       | —                       | —                       |                                                         |
| Sap                                             | - Релиз: 4 февраля 1992 - Лейбл: Columbia (#67059) - Формат: CD, CS, LP       | —                       | —                       | —                       | —                       | —                       | —                       | —                       | —                       | —                       | —                       | США: Золотой                                            |
| Jar of Flies                                    | - Релиз: 25 января 1994 - Лейбл: Columbia (#57628) - Формат: CD, cassette, LP | 1                       | 22                      | 5                       | 31                      | 25                      | 4                       | 17                      | 7                       | 1                       | 6                       | RIAA: 3× платиновый BPI: Серебряный CRIA: 2× платиновый |
| «—» ставится, если мини-альбом не попал в чарт. |                                                                               |                         |                         |                         |                         |                         |                         |                         |                         |                         |                         |                                                         |

## Концертные альбомы
| Название                                   | Детали                                                                     | Высшие позиции в чартах | Высшие позиции в чартах | Высшие позиции в чартах | Высшие позиции в чартах | Высшие позиции в чартах | Высшие позиции в чартах | Высшие позиции в чартах | Высшие позиции в чартах | Высшие позиции в чартах | Высшие позиции в чартах | Высшие позиции в чартах | Высшие позиции в чартах | Сертификации                   |
| Название                                   | Детали                                                                     | US                      | AT                      | AU                      | CA                      | CH                      | DE                      | FI                      | GB                      | NL                      | NO                      | NZ                      | SE                      | Сертификации                   |
| ------------------------------------------ | -------------------------------------------------------------------------- | ----------------------- | ----------------------- | ----------------------- | ----------------------- | ----------------------- | ----------------------- | ----------------------- | ----------------------- | ----------------------- | ----------------------- | ----------------------- | ----------------------- | ------------------------------ |
| MTV Unplugged                              | - Релиз: 30 июля 1996 - Лейбл: Columbia (#67703) - Формат: CD, CS, LP      | 3                       | 23                      | 12                      | 11                      | 41                      | 46                      | 13                      | 20                      | 33                      | 9                       | 8                       | 7                       | RIAA: Платиновый CRIA: Золотой |
| Live                                       | - Релиз: 5 декабря 2000 - Лейбл: Columbia (#85274) - Формат: CD            | 142                     | —                       | —                       | —                       | —                       | —                       | —                       | —                       | —                       | —                       | —                       | —                       | RIAA: Золотой                  |
| Live Facelift                              | - Релиз: 25 ноября 2016 - Лейбл: Sony Legacy (88985374931) - Формат: Винил | —                       | —                       | —                       | —                       | —                       | —                       | —                       | —                       | —                       | —                       | —                       | —                       |                                |
| «—» ставится, если альбом не попал в чарт. |                                                                            |                         |                         |                         |                         |                         |                         |                         |                         |                         |                         |                         |                         |                                |

## Сборники
| Название                                    | Детали                                                              | Высшие позиции в чартах | Высшие позиции в чартах | Высшие позиции в чартах | Высшие позиции в чартах | Высшие позиции в чартах | Сертификации     |
| Название                                    | Детали                                                              | US                      | AU                      | CA                      | GB                      | NZ                      | Сертификации     |
| ------------------------------------------- | ------------------------------------------------------------------- | ----------------------- | ----------------------- | ----------------------- | ----------------------- | ----------------------- | ---------------- |
| Jar of Flies / Sap                          | - Релиз: 18 января 1994 - Лейбл: Columbia (#4757132) - Формат: 2×CD | —                       | 2                       | —                       | 4                       | —                       |                  |
| Nothing Safe: Best of the Box               | - Релиз: 29 июня 1999 - Лейбл: Columbia (#63649) - Формат: CD       | 20                      | —                       | 37                      | —                       | 41                      | RIAA: Платиновый |
| Music Bank                                  | - Релиз: 26 октября 1999 - Лейбл: Columbia (#69580) - Формат: 3×CD  | 123                     | —                       | —                       | —                       | —                       |                  |
| Greatest Hits                               | - Релиз: 24 июля 2001 - Лейбл: Columbia (#85922) - Формат: CD       | 112                     | —                       | —                       | —                       | —                       | RIAA: Золотой    |
| The Essential Alice in Chains               | - Релиз: 5 сентября 2006 - Лейбл: Columbia (#92090) - Формат: 2xCD  | 139                     | —                       | —                       | —                       | —                       |                  |
| «—» ставится, если сборник не попал в чарт. |                                                                     |                         |                         |                         |                         |                         |                  |

## Синглы
| Год                                                                                                  | Сингл                   | Высшие позиции в чартах | Высшие позиции в чартах | Высшие позиции в чартах | Высшие позиции в чартах | Высшие позиции в чартах | Высшие позиции в чартах | Высшие позиции в чартах | Высшие позиции в чартах | Высшие позиции в чартах | Высшие позиции в чартах | Альбом                                                     |
| Год                                                                                                  | Сингл                   | US                      | US ALT                  | US H.M.                 | US Rock                 | US R.A.                 | AU                      | CA                      | GB                      | IE                      | NL                      | Альбом                                                     |
| --- | ----------------------- | ----------------------- | ----------------------- | ----------------------- | ----------------------- | ----------------------- | ----------------------- | ----------------------- | ----------------------- | ----------------------- | ----------------------- | ---------------------------------------------------------- |
| 1990                                                                                                 | «We Die Young»          | —                       | —                       | —                       | ×                       | ×                       | —                       | —                       | —                       | —                       | —                       | Facelift                                                   |
| 1991                                                                                                 | «Man in the Box»        | —                       | —                       | 18                      | ×                       | ×                       | —                       | —                       | —                       | —                       | —                       | Facelift                                                   |
| 1991                                                                                                 | «Bleed the Freak»       | —                       | —                       | —                       | ×                       | ×                       | —                       | —                       | —                       | —                       | —                       | Facelift                                                   |
| 1992                                                                                                 | «Sea of Sorrow»         | —                       | —                       | 27                      | ×                       | ×                       | —                       | —                       | —                       | —                       | —                       | Facelift                                                   |
| 1992                                                                                                 | «Would?»                | —                       | —                       | 31                      | ×                       | ×                       | 69                      | —                       | 19                      | —                       | 33                      | Dirt                                                       |
| 1992                                                                                                 | «Them Bones»            | —                       | 30                      | 24                      | ×                       | ×                       | 93                      | —                       | 26                      | 22                      | —                       | Dirt                                                       |
| 1992                                                                                                 | «Angry Chair»           | —                       | 27                      | 34                      | ×                       | ×                       | —                       | —                       | 33                      | 28                      | —                       | Dirt                                                       |
| 1993                                                                                                 | «Rooster»               | —                       | —                       | 7                       | ×                       | ×                       | —                       | —                       | —                       | —                       | —                       | Dirt                                                       |
| 1993                                                                                                 | «Down in a Hole»        | —                       | —                       | 10                      | ×                       | ×                       | —                       | —                       | 36                      | 29                      | —                       | Dirt                                                       |
| 1993                                                                                                 | «What the Hell Have I»  | —                       | —                       | 19                      | ×                       | ×                       | —                       | —                       | —                       | —                       | —                       | Саундтрек к фильму «Последний киногерой»                   |
| 1994                                                                                                 | «No Excuses»            | —                       | 3                       | 1                       | ×                       | ×                       | —                       | 17                      | —                       | —                       | —                       | Jar of Flies                                               |
| 1994                                                                                                 | «I Stay Away»           | —                       | —                       | 10                      | ×                       | ×                       | —                       | —                       | —                       | —                       | —                       | Jar of Flies                                               |
| 1994                                                                                                 | «Don't Follow»          | —                       | —                       | 25                      | ×                       | ×                       | —                       | —                       | —                       | —                       | —                       | Jar of Flies                                               |
| 1994                                                                                                 | «Got Me Wrong»          | —                       | 22                      | 7                       | ×                       | ×                       | —                       | —                       | —                       | —                       | —                       | Sap, саундтрек к фильму «Клерки»                           |
| 1995                                                                                                 | «Grind»                 | —                       | 18                      | 7                       | ×                       | ×                       | 77                      | 53                      | 23                      | —                       | —                       | Alice in Chains                                            |
| 1996                                                                                                 | «Heaven Beside You»     | —                       | 6                       | 3                       | ×                       | ×                       | 60                      | —                       | 35                      | —                       | —                       | Alice in Chains                                            |
| 1996                                                                                                 | «Over Now»              | —                       | 24                      | 4                       | ×                       | ×                       | —                       | 50                      | —                       | —                       | —                       | MTV Unplugged                                              |
| 1996                                                                                                 | «Again»                 | —                       | 36                      | 8                       | ×                       | ×                       | —                       | —                       | —                       | —                       | —                       | Alice in Chains                                            |
| 1999                                                                                                 | «Get Born Again»        | —                       | 12                      | 4                       | ×                       | ×                       | —                       | —                       | —                       | —                       | —                       | Nothing Safe: Best of the Box                              |
| 1999                                                                                                 | «Fear the Voices»       | —                       | —                       | 11                      | ×                       | ×                       | —                       | —                       | —                       | —                       | —                       | Music Bank                                                 |
| 2000                                                                                                 | «Man in the Box» (live) | —                       | —                       | 39                      | ×                       | ×                       | —                       | —                       | —                       | —                       | —                       | Live                                                       |
| 2009                                                                                                 | «A Looking in View»     | —                       | 38                      | 12                      | 27                      | ×                       | —                       | —                       | —                       | —                       | —                       | Black Gives Way to Blue                                    |
| 2009                                                                                                 | «Check My Brain»        | 92                      | 1                       | 1                       | 1                       | ×                       | —                       | 62                      | —                       | —                       | —                       | Black Gives Way to Blue                                    |
| 2009                                                                                                 | «Your Decision»         | —                       | 4                       | 1                       | 1                       | ×                       | —                       | 57                      | —                       | —                       | —                       | Black Gives Way to Blue                                    |
| 2010                                                                                                 | «Lesson Learned»        | —                       | 25                      | 4                       | 10                      | ×                       | —                       | —                       | —                       | —                       | —                       | Black Gives Way to Blue                                    |
| 2012                                                                                                 | «Hollow»                | —                       | 23                      | 1                       | 37                      | 10                      | —                       | —                       | —                       | —                       | —                       | The Devil Put Dinosaurs Here                               |
| 2013                                                                                                 | «Stone»                 | —                       | —                       | 1                       | 37                      | 11                      | —                       | —                       | —                       | —                       | —                       | The Devil Put Dinosaurs Here                               |
| 2013                                                                                                 | «Voices»                | —                       | —                       | 3                       | —                       | 18                      | —                       | —                       | —                       | —                       | —                       | The Devil Put Dinosaurs Here                               |
| 2016                                                                                                 | «Tears»                 | —                       | —                       | —                       | —                       | —                       | —                       | —                       | —                       | —                       | —                       | Приурочен к 40-й годовщине выхода альбома 2112 группы Rush |
| 2018                                                                                                 | «The One You Know»      | —                       | —                       | 9                       | 36                      | 27                      | —                       | —                       | —                       | —                       | —                       | Rainier Fog                                                |
| 2018                                                                                                 | «So Far Under»          | —                       | —                       | —                       | —                       | —                       | —                       | —                       | —                       | —                       | —                       | Rainier Fog                                                |
| 2018                                                                                                 | «Never Fade»            | —                       | —                       | 10                      | —                       | 32                      | —                       | —                       | —                       | —                       | —                       | Rainier Fog                                                |
| 2019                                                                                                 | «Rainier Fog»           | —                       | —                       | 20                      | —                       | —                       | —                       | —                       | —                       | —                       | —                       | Rainier Fog                                                |
| «—» ставится, если сингл не попал в чарт. «×» ставится, если в указанный период чарт не существовал. |                         |                         |                         |                         |                         |                         |                         |                         |                         |                         |                         |                                                            |

## Видеоальбомы
| 1991                                       | Live Facelift - Релиз: 30 июля 1991 - Лейбл: SMV Enterprises (#14V-49081) - Формат: VHS             | —  | Золотой |
| 1995                                       | The Nona Tapes - Релиз: 12 декабря 1995 - Лейбл: Columbia (#50137) - Формат: VHS                    | 32 |         |
| 1996                                       | MTV Unplugged - Релиз: 8 октября 1996 - Лейбл: Columbia Music Video (#19V-50148) - Формат: VHS, DVD | 7  | Золотой |
| 1999                                       | Music Bank: The Videos - Релиз: 26 октября 1999 - Лейбл: Columbia (#50208) - Формат: VHS, DVD       | 11 | Золотой |
| «—» ставится, если альбом не попал в чарт. | |    |         |

## Видеоклипы
Данный раздел списка составлен на основе информации с сайтов mvdbase.com и imvdb.com.
| Год  | Название                        | Режиссёр(-ы)                   |
| ---- | ------------------------------- | ------------------------------ |
| 1990 | «We Die Young» (первая версия)  | Художественный институт Сиэтла |
| 1990 | «We Die Young» (вторая версия)  | Рокки Шенк                     |
| 1991 | «Sea of Sorrow» (первая версия) | Пол Рахман                     |
| 1991 | «Man in the Box»                | Пол Рахман                     |
| 1991 | «Sea of Sorrow» (вторая версия) | Мартин Эткинс                  |
| 1992 | «Would?»                        | Кэмерон Кроу, Джош Тафт        |
| 1992 | «Them Bones»                    | Рокки Шенк                     |
| 1992 | «Angry Chair»                   | Мэтт Махурин                   |
| 1993 | «Rooster»                       | Марк Пеллингтон                |
| 1993 | «What the Hell Have I?»         | Рокки Шенк                     |
| 1993 | «Down in a Hole»                | Найджел Дик                    |
| 1994 | «No Excuses»                    | Мэтт Махурин                   |
| 1994 | «I Stay Away»                   | Ник Донкин                     |
| 1995 | «Grind»                         | Рокки Шенк                     |
| 1996 | «Heaven Beside You»             | Фрэнк В. Окенфельс III         |
| 1996 | «Again»                         | Джордж Вейл                    |
| 1999 | «Get Born Again»                | Пол Федор                      |
| 2000 | «Bleed the Freak» (live)        |                                |
| 2009 | «A Looking in View»             | Стивен Шустер                  |
| 2009 | «Check My Brain»                | Алесандро Картез               |
| 2009 | «Your Decision»                 | Стивен Шустер                  |
| 2010 | «Lesson Learned»                | Пол Мэтьюз                     |
| 2010 | «Acid Bubble»                   | Ник Госо                       |
| 2010 | «Last of My Kind» (live)        |                                |
| 2013 | «Hollow»                        | Roboshobo                      |
| 2013 | «Stone»                         | Roboshobo                      |
| 2013 | «Voices»                        | Roboshobo                      |
| 2013 | «The Devil Put Dinosaurs Here»  | Трэвис Хопкинс                 |
| 2014 | «Phantom Limb»                  | Roboshobo                      |
| 2018 | «The One You Know»              | Адам Мейсон                    |
| 2018 | «Never Fade»                    | Адам Мейсон                    |
| 2019 | «Rainier Fog»                   | Питер Дарли Миллер             |

## Комментарии
1. ↑  Здесь и далее по тексту отсутствие сведений в ячейках столбца «Сертификации» означает, что соответствующий релиз не имеет сертификата продаж музыкальных записей.
2. ↑  «No Excuses» не попадал в Billboard Hot 100, но занимал 48 позицию в чарте Billboard Hot 100 Airplay, и 32 позицию в Billboard Mainstream Top 40[50][51].
3. ↑  «Heaven Beside You» не попадал в Billboard Hot 100, но занимал 52 позицию в чарте Billboard Hot 100 Airplay[50].
4. ↑  «Get Born Again» не попадал в Billboard Hot 100, но занимал 6 позицию в чарте Billboard Bubbling Under[52].
5. ↑  «Your Decision» не попадал в Billboard Hot 100, но занимал 9 позицию в чарте Billboard Bubbling Under и 83-ю в чарте Billboard Hot 100 Airplay[50].
6. ↑  «MTV Unplugged» переиздавался на DVD в 1999 году[58].
7. ↑  «Music Bank: The Videos» переиздавался на DVD в 2001 году[61].